# Pierre Gaudibert
Pierre Georges Léon Gaudibert (Parigi, 3 marzo 1928 – Ivry-sur-Seine, 17 gennaio 2006) è stato un critico d'arte e scrittore francese.
La sua produzione come critico e curatore è estremamente eclettica e ha avuto un ruolo importante nella storia della museologia moderna ma anche nella storia dell'arte contemporanea africana.

## Biografia
Pierre Gaudibert nasce nel 1928. Dirige il Museo d'arte moderna di Parigi e fonda nel 1966 l'ARC Animation - Recherche et Confrontation che dirige dal 1967 al 1972. Dal 1977 al 1985 dirige il Museo della scultura e della pittura di Grenoble. Realizza numerose missioni di ricerca in Africa studiando l'arte contemporanea africana.
Muore il 17 gennaio 2006 all'età di 77 anni.

## Attività

### Pubblicazioni
- La scultura francese della prima metà dell'Ottocento, Fratelli Fabbri, 1966.
- Ingres, Grosset & Dunlap, 1969.
- Action Culturelle: Integration et/ou Subversion, Casterman, 1972. Traduzione in italiano Azione culturale: integrazione e/o sovversione, edito da Feltrinelli nel 1973.
- De l'ordre moral, B. Grasset, 1973.
- Du culturel au sacre, Casterman, 1981.
- L'Arène de l'art, con Henri Cueco, Éd. Galilée, 1988.
- Ipousteguy, Cercle d'art, 1989.
- Wifredo Lam: Oeuvres de Cuba, Seguier, 1989.
- L'art africain contemporain, Editions Cercle d'art, 1991.
- Expressions d'Afrique, Silex, 1982.
- Il museo d'arte moderna, animazione e contestazione in Il nuovo museo, a cura di C. Ribaldi, Il Saggiatore, Milano, 2005.

#### Saggi e articoli
- Sociologia dell'arte, 1961 in Introduzione alla sociologia dell'arte: Antologia storica e metodologie critiche, (dir.) Carlo Bordoni, Liguori Editore Srl, 2011. ISBN 8820745127, 9788820745127
- Art, prestige et politique à propos de l'exposition “Art contemporain du Sénégal”: Arche de la Défense Paris 1990 in “Revue Noire”, n. 1, estate 1991.
- Ces Deux Sources vives – populaire et savante in Art contemporain du Sénégal (catalogo esposizione 18/09-28/10/1990), Paris, 1990.

### Esposizioni
- Perché il pianeta, con Sergio Vacchi e Antonio Del Guercio, Comune di Reggio Emilia, 1975.
- Chefs-d'oeuvre de l'art african, con Jacques Kerchache, Thierry Raspail, Musée de Grenoble, 1982.